# Colección Thyssen Bornemisza
La colección Thyssen-Bornemisza es el conjunto de obras de arte reunidas por la familia Thyssen-Bornemisza a lo largo del siglo XX. Hoy en día la mayor parte de la colección se encuentra en el museo Thyssen-Bornemisza de Madrid.

## Historia de la colección
Aunque fueron los barones Heinrich y Hans Heinrich Thyssen los que formaron la colección tal y como se conoce hoy en día, no es posible hablar de esta sin mencionar a August Thyssen, quien compró a Auguste Rodin siete esculturas de mármol. Sin embargo, a la muerte de Thyssen, las esculturas pasaron a otra rama de la familia Thyssen. Ya en 1956, estas fueron adquiridas de nuevo por Hans Heinrich Thyssen-Bornemisza.
Heinrich Thyssen, gran amante del arte anterior del siglo XIX, fue quien reunió algunas de las obras maestras de la colección, como la Virgen de la Humildad (Fra Angélico), Santa Catalina de Alejandría (Caravaggio) o Jesús entre los doctores (Durero).
Al morir Heinrich Thyssen, fue su hijo Hans Heinrich Thyssen-Bornemisza quien se encargó de continuar la colección, aunque se encontró con el problema de que la colección se había dividido entre sus hermanos, como es el caso de la tabla de Fra Angélico, la cual fue heredada por una hermana de Hans Heinrich, comprándola posteriormente y pasando de nuevo a la colección.

## Galería de imágenes

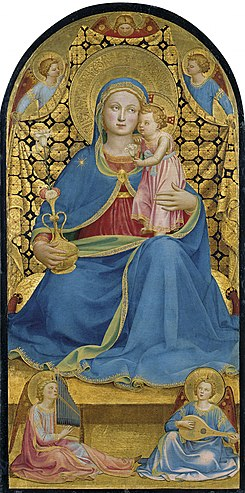
Virgen de la humildad, obra comprada por Hans Heinrich Thyssen a su hermana para recomponer la colección familiar.
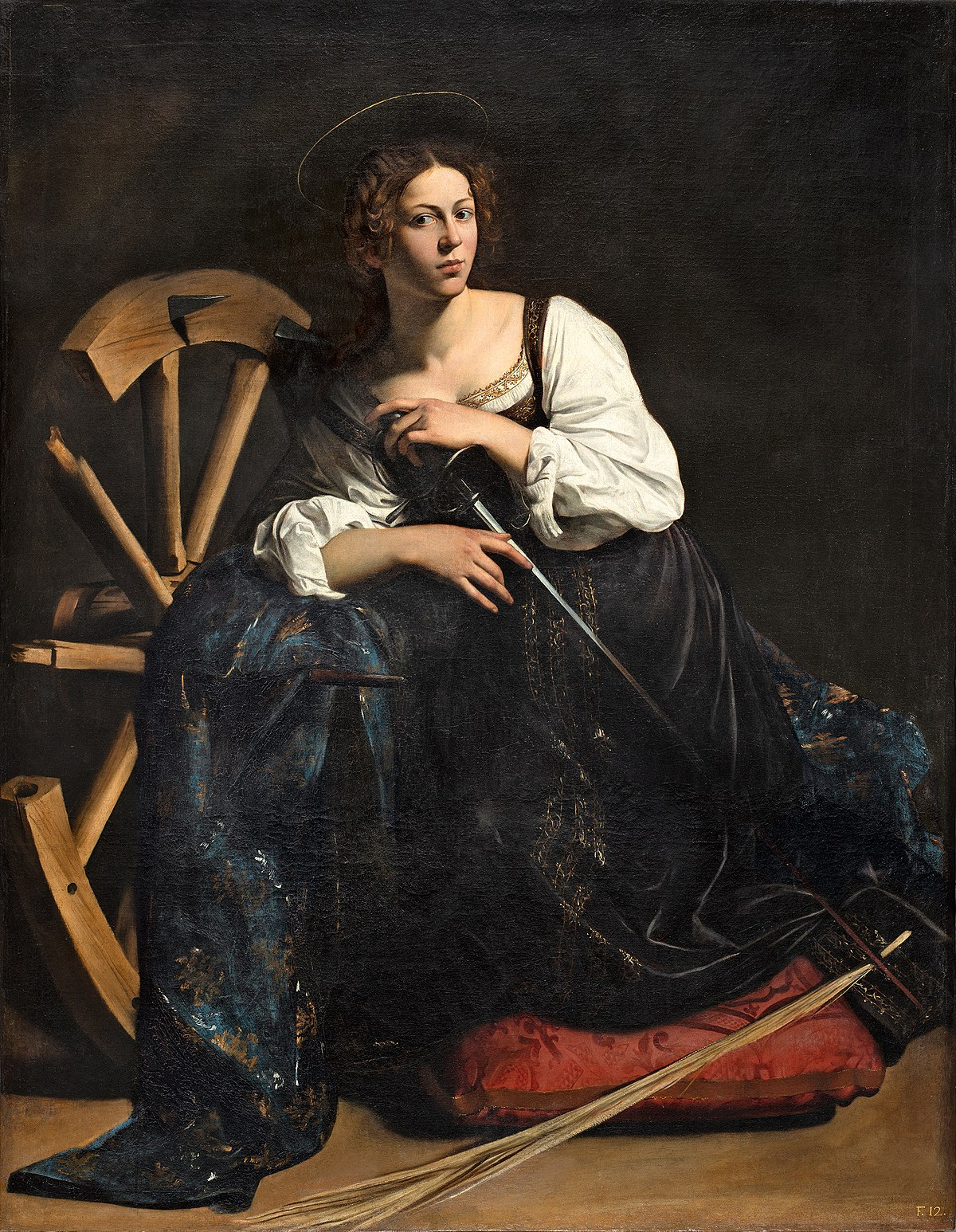
Obra de la colección de Heinrich Thyssen.